# Christian Sepúlveda
Chris Marcelo Sepúlveda-Morris (Santiago, Chile, 23 de mayo de 1987) es un futbolista chileno. Juega de defensa y actualmente milita en  Deportes Recoleta de la Segunda División Profesional de Chile.

## Trayectoria
Formado en las divisiones inferiores de Unión Española llegó a debutar por este equipo durante el 2006. En el equipo hispano no logró continuidad por lo que fue enviado a préstamo a Municipal Iquique donde logró el ascenso a la Primera División, tras esto regreso a su equipo formador donde solo logró jugar un partido con lo cual para el segundo semestre del 2009 partió a Deportes Melipilla donde su equipo bajaría a Tercera A por secretaría.
Tras su paso por Deportes Melipilla ficha por Ñublense donde permanece por todo el 2010, tras esto a principios del 2011 es contratado por el Santiago Wanderers de Valparaíso para afrontar la temporada 2011. En el club porteño tiene un cometido discreto pero logra permanecer en este club todo el año partiendo a finales del 2011. A comienzos del 2012 sorpresivamente renueva con Santiago Wanderers formando nuevamente del plantel porteño. Su nueva temporada en el club caturro no sería muy diferente a la anterior pese a mostrar una mejoría de la mano de Ivo Basay, pero finalmente finalizado su contrato se le deja partir del club porteño recalando en otro club de la región, Unión San Felipe.

## Selección nacional
Ha sido seleccionado sub 20 de su país participando en el Sudamericano Sub 20 de 2007 realizado en Paraguay donde su selección clasificaría al mundial de la categoría, tras eso participa en la Copa Mundial de Fútbol Sub-20 de 2007 realizada en Canadá donde obtuvo el tercer lugar.

### Participaciones en Copas del Mundo
| Mundial                | Sede   | Resultado    |
| ---------------------- | ------ | ------------ |
| Mundial Sub-20 de 2007 | Canadá | Tercer lugar |

## Clubes
| Club               | País  | Año       |
| ------------------ | ----- | --------- |
| Unión Española     | Chile | 2006-2008 |
| Municipal Iquique  | Chile | 2008      |
| Unión Española     | Chile | 2009      |
| Deportes Melipilla | Chile | 2009      |
| Ñublense           | Chile | 2010      |
| Santiago Wanderers | Chile | 2011-2012 |
| Unión San Felipe   | Chile | 2013      |
| Magallanes         | Chile | 2013-2015 |
| Santiago Morning   | Chile | 2015-2016 |
| Deportes Recoleta  | Chile | 2017-2020 |